# دختر همسایه (فیلم ۲۰۰۴)
دختر همسایه (به انگلیسی: The Girl Next Door) فیلمی آمریکایی در سبک کمدی محصول سال ۲۰۰۴ و به کارگردانی لوک گرینفیلد است.

## داستان
متیو کیدمن (امیل هرش) پسری است که در سال آخر دبیرستان درس می‌خواند. او دانش‌آموزی مؤدب و درس‌خوان است که تنها هدفش قبولی در یک کالج سطح بالاست و بنابراین توجهی به دختران ندارد. در همین احوال دختر جذاب و زیبایی به اسم دانیله (الیشا کاتبرت) همسایه متیو می‌شود و زیبایی او توجه متیو را جلب می‌کند. بزودی رابطه‌ای عاطفی بین آن دو شکل می‌گیرد اما در ادامه دوستان متیو به او اطلاع می‌دهند دانلیه ستاره فیلم‌های بزرگسالان است، هر چند که تصمیم دارد این کار را کنار بگذارد. متیو با شنیدن این خبر دچار پریشانی روحی می‌شود و سپس تصمیم می‌گیرد هر طور شده به دانیله کمک کند تا این حرفه را برای همیشه کنار بگذارد. متیو درس را رها می‌کند و تمام وقت خود را صرف این کار می‌کند، اما حل این مشکل کار ساده‌ای نیست زیرا دوست پسر سابق دانیله (تیموتی اولیفانت) و تهیه‌کننده فیلم‌های او شدیداً مخالف این کار است و برای حفظ دانیله اقدام به تهدید و ارعاب متیو می‌کند.